# Český národní hřbitov
Český národní hřbitov (anglicky Bohemian National Cemetery) je hřbitov v Chicagu v Illinois ve Spojených státech amerických.

## Dějiny
Hřbitov byl založen komunitou chicagských Čechoameričanů v roce 1877. Přímým impulsem byla událost, kdy byl Češce katolického vyznání Marii Šilhankové odepřen pohřeb na několika chicagských hřbitovech, protože se údajně před smrtí nevyzpovídala. Česká komunita se tehdy rozhodla pořídit vlastní hřbitov, který by měla pod kontrolou. Pro tento účel koupila původně padesátiakrový pozemek. Později se hřbitov rozrostl do dnešní rozlohy 126 akrů.
V roce 1998 se zde natáčel film Šerifové a v roce byl hřbitov zařazen na Národní seznam historických míst.

## Pozoruhodnosti
Významným prvkem hřbitova je výrazná vápencová budova se vstupní branou. Stavba je v novogotickém stylu s viktoriánskými prvky. 6. listopadu 1914 bylo otevřeno krematorium. Kolumbárium hřbitova má své výklenky bohatě zdobené fotografiemi, vlajkami i dalšími předměty připomínající ty, jejichž popel je zde uchován. 26. července 1885 byl odhalen pomník básníku Františku Matoušovi Klácelovi,
pomník ložím Odd Fellows a Rebekah vznikl v roce 1937. Jsou zde také památníky na Čechoameričany padlé v Americké občanské válce, ve Španělsko-americké válce i v obou světových válkách, které byly zbudovány v letech 1892, 1926, a 1952. V roce 1960 bylo postaveno Masarykovo pamětní mausoleum. Na hřbitově jsou také dvě sochy (Poutník a Matka) od Albína Poláška, který vedl sochařské oddělení Chicagského uměleckého institutu nebo socha Rezignace z roku 1910 od sochaře Mario Korbel.
Od roku 2009 má hřbitov zvláštní kolumbárium pro fanoušky baseballového klubu Chicago Cubs.

### Pohřbení
- oběti převržení lodi Eastland

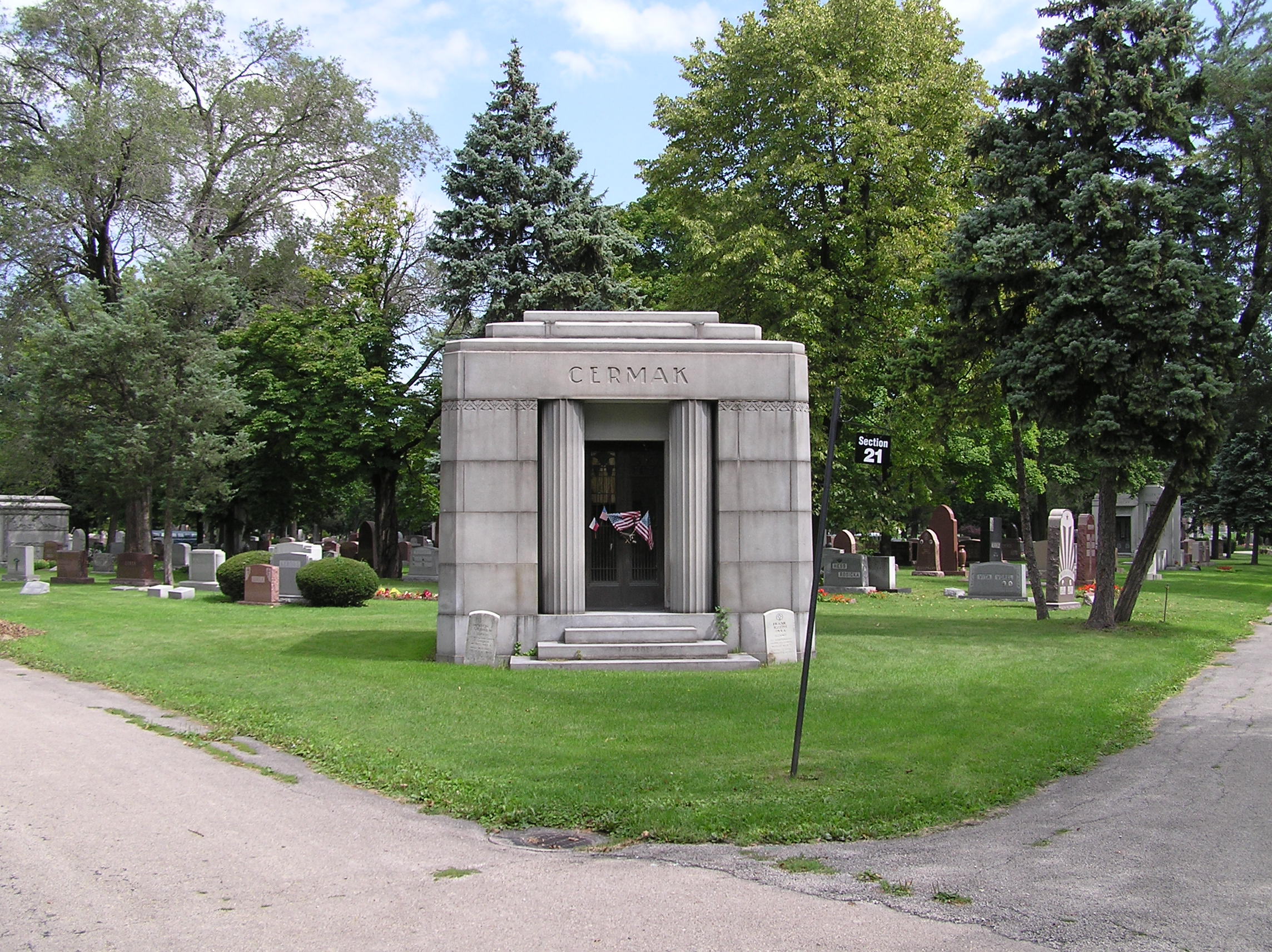
Hrobka Antonína Čermáka v sekci 21

- hrob obětí první světové války, vyznačený sochou vojáka
- Antonín Čermák, chicagský starosta českého původu zemřelý v roce 1933 následkem atentátu
- Otto Kerner starší, soudce a nejvyšší státní žalobce státu Illinois, zemřel v roce 1952
- Elsie Paroubek, oběť únosu zavražděná v pěti letech[4] jejíž příběh inspiroval Henryho Dargera k napsání románu The Story of the Vivian Girls.[5]
- Wanda Elaine Stopa (1900–1924), polsko-americká právnička a vražedkyně
- Charles J. Vopicka, velvyslanec Spojených států amerických v Rumunsku, Srbsku a Bulharsku v letech 1913–1920
- Pavel Albieri, česko-americký spisovatel, básník, novinář a fotograf
- František Ludvík, ředitel kočovné divadelní společnosti[6]
- Alice Masaryková (1879–1966)
- Petr Zenkl (1884–1975)
- Vlasta Vrázová (1900–1989)